# Ресіо Мозеш
Ресіо С. Мозеш (31 серпня 1944, У, Понапе, Співдружність Північних Маріанських островів — 22 червня 2009, Нетт, Понпеї, Федеративні штати Мікронезії) — мікронезійський політичний діяч. Міністр закордонних справ Мікронезії (1992—1996).

## Життєпис
Під час перебування Мікронезії під опікою США працював в адміністрації підопічної території Тихоокеанських островів був адміністратором округу Понпеї і потім був делегований в Національний Конгрес (регіональний представницький орган).
Входив до комісії щодо майбутнього політичного статусу на переговорах з США по Договору про вільну асоціацію.
У 1983—1992 рр. — губернатор штату Понпеї.
У 1992—1996 рр. — міністр закордонних справ Мікронезії.
У 1996—1997 рр. — постійний представник Мікронезії при ООН.
З 1997 року — в Національному Конгресі Мікронезії.
З 2007 року — віце-спікер Накціонального Конгресу Мікронезії.